# Inge Hvid-Møller
Inge Hvid-Møller (født 6. oktober 1912 i København, død 18. februar 1970 på Frederiksberg) var en dansk skuespillerinde.
Debut i 1934 efter at have gennemgået Det kongelige Teaters elevskole.
Herefter optrædener på diverse teatre i København og i provinsen. Hun arbejdede free-lance og var en overgang teaterinstruktør og instruerede også for radio og TV.
Hun var en meget benyttet oplæser i radioen og blev i 1966 programsekretær i radioens teater- og litteraturafdeling.

## Filmografi
- Når bønder elsker – 1942
- Jeg mødte en morder – 1943
- Otte akkorder – 1944
- Brevet fra afdøde – 1946
- Hr. Petit – 1948
- Café Paradis – 1950
- Sønnen – 1953
- Himlen er blå – 1954
- Ild og Jord – 1955